# Municipio de Johnson (condado de Clark)
El municipio de Johnson (en inglés: Johnson Township) es un municipio ubicado en el condado de Clark en el estado estadounidense de Illinois. En el año 2010 tenía una población de 383 habitantes y una densidad poblacional de 4,05 personas por km².

## Geografía
El municipio de Johnson se encuentra ubicado en las coordenadas 39°13′15″N 87°56′46″O / 39.22083, -87.94611. Según la Oficina del Censo de los Estados Unidos, el municipio tiene una superficie total de 94.68 km², de la cual 94,43 km² corresponden a tierra firme y (0,27 %) 0,25 km² es agua.

## Demografía
Según el censo de 2010, había 383 personas residiendo en el municipio de Johnson. La densidad de población era de 4,05 hab./km². De los 383 habitantes, el municipio de Johnson estaba compuesto por el 98,17 % blancos, el 0,52 % eran afroamericanos, el 0,26 % eran amerindios, el 0,78 % eran asiáticos y el 0,26 % eran de una mezcla de razas. Del total de la población el 0,26 % eran hispanos o latinos de cualquier raza.